# Държавен музей (Амстердам)
Държавният музей на Амстердам (на нидерландски: Rijksmuseum) е художествен музей в Амстердам, Нидерландия и един от двадесетте най-посещавани музеи в света.

## История
Музеят е основан през 1800 г. в Хага от Луи Бонапарт, брат на Наполеон Бонапарт и крал на Холандия. През 1808 г. е преместен в Амстердам, като се намира първоначално в Кралския дворец, а по-късно в двореца Трипенхюс и в други здания. Между 1877 и 1885 г. трае строежът на новото здание.

## Галерия
- Шедьоври на музея
- Рембранд, „Нощна стража“, 1642
- Рембранд, „Синдици“, 1662
- Рембранд, Еврейската булка, 1665
- Йоханес Вермер, „Млекарката“, 1658
- Вермер, „Любовно писмо“, 1668
- Франс Халс, „Семеен портрет на Исак Маси и жена му“, 1622
- Петер де Хох, „Жена с дете в склада“, 1660
- Ройсдал „Мелница при Вейк близо до Дорстеде, Холандия“, 1670
- Ян Стен „Клетка с папагал“